# Renfe série 275
La série 275 est une série de locomotives électriques de la Renfe construites en 1944-1945 par CAF, Brown Boveri et Oerlikon. Elles étaient alors les plus puissantes des locomotives espagnoles.

## Historique
Elles ont circulé sur la ligne Madrid - Ávila - Segovia jusqu'à ce que la tension soit relevée à 3000 V. Elles cédèrent alors la place aux locomotives japonaises de la série série 279. Elles finirent alors leur carrière au Pays basque jusqu'en 1976.
La 7507 est exposée au musée du chemin de fer de Madrid.  